# Jean de Nikiou
 (avril 2011).
Si vous disposez d'ouvrages ou d'articles de référence ou si vous connaissez des sites web de qualité traitant du thème abordé ici, merci de compléter l'article en donnant les références utiles à sa vérifiabilité et en les liant à la section « Notes et références ».
Jean de Nikiou est un lettré égyptien, membre du haut-clergé, qui fut évêque et moine à la fin du VIIe siècle. Il est l'auteur d'une chronique universelle écrite à l'origine, pour l'essentiel, en grec.

## Biographie etChronique
La principale source sur cet auteur est l'Histoire des patriarches de l'Église d'Alexandrie attribuée à Sévère d'Achmounein (Xe siècle). Jean de Nikiou, appartenant à l'Église copte orthodoxe, vivait au temps des patriarches Jean III, Isaac et Simon Ier (entre 681 et 700, soit entre quarante et soixante ans après le début de l'invasion arabe de l'Égypte). Il est alors évêque de Nikiou, en Basse-Égypte, « recteur » des évêques de Haute-Égypte, puis, en 696, administrateur général des monastères. Ayant fait châtier trop durement un moine fautif qui en mourut, il est démis de ses fonctions et réduit à l'état de simple moine par le patriarche Simon Ier.
Sa Chronique, composée sans doute avant sa destitution, raconte l'histoire du monde depuis Adam jusqu'à la fin de la conquête musulmane du VIIe siècle (mais le passage concernant la période de 610 à 640 est perdu). Pour ce qui précède le VIIe siècle, ce n'est essentiellement qu'un démarquage des chroniques byzantines antérieures, notamment celles de Jean Malalas et de Jean d'Antioche (sauf quelques traditions locales sur l'histoire ancienne de l'Égypte). Il apporte des informations propres sur le règne de l'empereur Phocas et sur la prise du pouvoir par Héraclius. Mais la partie la plus précieuse de son texte est celle qui a trait à la conquête musulmane de l'Égypte à partir de 640-641 et qui décrit en particulier la prise par Amr de Babylone d'Égypte et d'Alexandrie, détrônée au profit de la nouvelle capitale, le camp militaire de Fostât (aujourd'hui Le Caire).

## Édition du texte
- La Chronique de Jean de Nikiou (texte éthiopien et traduction française par Hermann Zotenberg), Paris, 1883 (également dans Notices et Extraits des manuscrits de la Bibliothèque Nationale, t.XXIV, I, p. 125-605).

## Études
- Hermann Zotenberg, Mémoire sur la chronique byzantine de Jean, évêque de Nikiou, Journal asiatique, 7e série, t. X (1877), p.  451 et suiv. ; t. XII (1878), p. 245 et suiv.; t. XIII, (1879), p. 291 et suiv..
- Alfred-Louis de Prémare, Les Fondations de l’islam. Entre écriture et histoire, Éditions du Seuil, 2002. Notice sur Jean de Nikiou.